# Ministère de l'Énergie (Azerbaïdjan)
Le ministère de l'Énergie de la République d'Azerbaïdjan (en azerbaïdjanais: Azərbaycan Respublikasının Energetika Nazirliyi) est un organisme gouvernemental du gouvernement de l'Azerbaïdjan chargé de réglementer les activités du secteur de la production et de l'énergie de l'industrie en Azerbaïdjan. Le ministère est dirigé par Parviz Chahbazov.

## Histoire
Le ministère a été créé en vertu du décret présidentiel n° 458 du 18 avril 2001. Le décret présidentiel n° 575 du 6 septembre 2001 fixait les fonctions et les obligations de ce ministère. Le statut du ministère a été approuvé par le Parlement azerbaïdjanais en 2006. Plus tard, le 22 octobre 2013, ce ministère a été liquidé et sa fonction a été transférée au ministère de l'Énergie créé à la même date, conformément à l'ordonnance présidentielle n ° 3. Les règlements du ministère de l'Énergie de l'Azerbaïdjan ont été approuvés conformément au décret présidentiel n° 149 du 11 avril 2014.

## Structure
Le ministère réglemente les activités du complexe de production et de production d'énergie. Ces activités comprennent les activités en amont et en aval, l'exploration et la mise en valeur de gisements, l'exploitation de raffineries de pétrole et de gaz, la production d'électricité et de chaleur, son approvisionnement et sa distribution à travers les réseaux, etc. La compagnie pétrolière nationale d'Azerbaïdjan (SOCAR), la société d'État Azerkimya, la société Azerigas, la société Azerenerji SPAO et la société Azneftkimyamach SPAO font toutes partie du complexe.
Les fonctions principales du ministère sont la détermination des créneaux potentiels sont la préparation des programmes étatiques et régionaux pour les développer, en assurant leur réalisation; prévision de la production de divers produits énergétiques; participation à des accords de coopération internationaux dans certains domaines du secteur de l'énergie; supervision des activités visant à faire respecter les normes et les lois du secteur de l’énergie; création de conditions favorables aux investissements extérieurs et nationaux dans le secteur; délivrance de licences; assurer un approvisionnement suffisant en produits énergétiques sur les marchés intérieurs; recherche et développement dans le domaine de l'énergie; application des normes et des compétences internationales dans le pays; préparation d'activités visant à réduire les pertes potentielles lors de la production, du transport, de la distribution et de l'exploitation des ressources énergétiques; préparation de programmes assurant la sécurité énergétique de la République d'Azerbaïdjan; assurance de la sécurité écologique, etc. Le 11 janvier 2018, des changements structurels ont été effectués au ministère de l'Énergie afin d'optimiser l'administration. De nouveaux départements et divisions ont été créés, parmi lesquels: le département de chimie des huiles, le département de contrôle interne. En outre, plusieurs autres départements ont été réorganisés.
Le ministère de l'Industrie et de l'Énergie de la République d'Azerbaïdjan a passé des accords et coopère avec la Charte européenne de l'énergie, Organisation de la coopération économique de la mer Noire, Comité exécutif du Conseil de l'énergie de la CEI, Organisation de coopération économique, Agence des États-Unis pour le développement international, Commission européenne de l'Union européenne (INOGATE, TACIS, TRACECA), Commission économique des Nations unies pour l'Europe (UNECE), Agence internationale de l'énergie atomique, Conseil de coordination pour le développement du corridor de transport de pétrole dans le cadre de GUAM, Organisation mondiale du commerce, Groupe de travail sur la coopération avec l'OTAN, Travail spécial Groupe du Conseil économique et social des Nations unies, Fonds monétaire international, Banque mondiale, Banque européenne pour la reconstruction et le développement, Banque islamique de développement, Banque asiatique de développement, Banque japonaise de coopération internationale.

## Coopération avec d'autres pays

### Arabie Saoudite
Le 16 janvier 2018, une délégation d'Azerbaïdjan conduite par Parviz Chahbazov s'est rendue en Arabie saoudite. La délégation de l'Azerbaïdjan a eu une réunion avec Salmane ben Abdelaziz Al Saoud, au cours de laquelle a été discutée la coopération dans le secteur de l'énergie. Khaled al-Faleh, ministre de l'Énergie, de l'Industrie et des Ressources naturelles, a indiqué que la branche de la société «Saudi Aramco» opérerait en Azerbaïdjan. 

### Allemagne
Le ministère de l'Énergie de l'Azerbaïdjan a tenu une réunion avec les représentants du comité oriental de l'économie allemande le 13 février 2018. Parviz Chahbazov a indiqué que l'histoire de la coopération économique et culturelle entre l'Azerbaïdjan et l'Allemagne avait débuté il y a 200 ans, lorsque l'allemand de Vurtemberg avait été transféré en Azerbaïdjan. Il a également noté que plus de 200 entreprises basées en Allemagne opèrent en Azerbaïdjan. La société «Uniper» joue également un rôle dans le développement de cette coopération. 

### République Tchèque
L'Azerbaïdjan et la République tchèque travaillent actuellement sur un nouvel accord interministériel sur l'énergie. «L’essence de ce document est de souligner l’importance stratégique des livraisons de pétrole azerbaïdjanais à la République tchèque, mais aussi de faciliter la coopération dans le développement de sources d’énergie alternatives (par exemple l’hydroélectricité et d’autres sources d’énergie verte) et de créer des conditions propices à l'implication de sujets entrepreneuriaux dans des projets énergétiques dans les deux pays », a déclaré Thomas Huner, ministre tchèque de l'Industrie et du Commerce. Le pétrole azerbaïdjanais représente un tiers de la consommation de pétrole en République tchèque.

## Corridor de gaz sud
En raison du corridor gazier sud, le gaz sera transporté de la région caspienne vers l’Europe. Shah Deniz constitue la principale source de gaz. Le ministère de l'Énergie de l'Azerbaïdjan coopère avec BP pour la réalisation de ce projet dans la région de la mer Caspienne. Premièrement, du gaz sera fourni à la Géorgie et à la Turquie en 2018. Ensuite, en 2020, le gaz devrait être livré en Europe.